# توريج وديفون الغربية (دائرة انتخابية في المملكة المتحدة)
توريج وديفون الغربية (بالإنجليزية: Torridge and West Devon)‏ هي إحدى الدوائر الانتخابية في المملكة المتحدة الممثلة في مجلس العموم في برلمان المملكة المتحدة.
عضو البرلمان الذي يمثلها حالياً هو :Mr Geoffrey Cox (Con).